# 일본민간방송연맹
일본민간방송연맹(일본어: 日本民間放送連盟 니혼민칸호소렌메이[*])은 무선으로 방송하는 일본의 민간 라디오, 텔레비전 방송 사업자에 의한 방송 윤리 수준 향상 및 업계 공통 문제 처리를 목적으로 설립된 단체이다.
영문명은 JBA(THE JAPAN COMMERCIAL BROADCASTERS ASSOCIATION)이다. 전에는 NAB(National Association of Commercial Broadcasters in Japan)이었지만 2012년 4월 1일 일반 사단법인 전환에 따라 현 명칭으로 변경하였다.

## 방송 회원사
● 민간방송연맹은 방송사에 정회원 지상방송 194사, 위성방송 10사, 준회원 위성방송 3사 해당기준 입니다.
- 일본방송협회
- 니혼테레비방송망
- 테레비아사히
- TBS 테레비
- 테레비도쿄
- 후지테레비
- 도쿄MX